# كفر قوق
كفر قوق Kfar Qouq - هي إحدى القرى اللبنانية من قرى قضاء راشيا في محافظة البقاع.

## الموقع والخصائص
تقع كفر قوق في قضاء راشيا - محافظة البقاع، مركز المحافظة زحلة، ومركز القضاء راشيا، ترتفع قوق عن سطح البحر بحوالي (1200) م، وتبعد عن العاصمة بيروت حوالي (90)كم عبر راشيا-عيحا، وتبعد عن مركز المحافظة زحلة حوالي (47) كم، وتبعد عن مركز القضاء راشيا بحوالي (8) كم، وهي مجاورة للحدود السورية علي السفوح الغربية لجبل الشيخ أو جبل حرمون، كما أنها تجاور (8) بلدات لبنانية هي: عيحا، وظهر الأحمر، وينطا، وبكا، ودير العشائر، وراشيا، وكفر دينس، وعين عرب، وتمتاز البلدة عن غيرها من البلدات المجاورة بنمو سكاني يفوق المعدلات المعروفة في منطقة راشيا وربما يعود ذلك إلي تمسك أبناء البلدة ببلدتهم وعدم الهجرة منها. عدد الناخبين فيها حوالي (2000) ناخب، تبلغ مساحة أراضيها حوالي (5800) هكتاراً، تتصل قرية كفر قوق بسهلين : السهل الشرقي الذي يستغل جزء بسيط منه في بعض الزراعات والأشجار المثمرة، والسهل الغربي الذي يتميز بمساحة شاسعة ويعرف بسهل عيحا، واهم الزراعات بها الحبوب والحنطة.

## التسمية
الاسم "قوق" يعود للغة الآرامية وهو يعني "محلة أو قرية الخزف"، أو "قرية الآجر"، وهذا يدل على أن البلدة اشتهرت في القدم بإنتاج الخزف وآنية الآجر (الفخار)، وما يدعم ذلك أن هناك قرية قريبة من قوق تسمى "راشيا الفخار" دلالة على أن صناعة الفخار كانت منتشرة في المنطقة، وهناك من يرى أن الاسم منسوب إلي الملك "قوق" الذي حكم في عهود قديمة، وقد أطلق على القرية في وقتٍ لاحق اسم " كفر قوق الدبس" لما تنتجه من دبس العنب.

## الآثار
يوجد في القرية آثار غنية لحضارات بائدة، وذلك من خلال تواجد العديد من المواقع الأثرية في محيط البلدة، والتي تعود إلي حقب زمنية مختلفة منها الكنعانية والرومانية، الا انها تعرضت للعبث والسرقات ولم يتبق الا بقايا معبد روماني صغير قريب من الطريق، فيما تتواجد بقايا وأطلال معبد آخر وعدد من الأحواض الحجرية علي مقربة من كنيسة القرية، أما في خراجها فهناك بقايا الأعمدة التي يعود تاريخ معظمها الي الحقبة الرومانية، هذا بالإضافة إلي مدافن ومغاور منحوتة في الصخر

## عائلاتها
غالبية سكان قوق من الموحدين الدروز، بالإضافة إلي العديد من العائلات المسيحية من طوائف الروم الأرثوذكس والروم الكاثوليك والمارونية، أما عائلات بلدة قوق فهي: أبودرهمين، أبوسعدي، برو، جديداني، جربوع، حداد، حرب، الحلبي، حمد، حمزة، خضر، خميس، سرايا، السقعان، الشعار، عبدالخالق، عربي، العريان، نجم، نعيم، خوري، عازار، معيقل، عون.